# Dansk Melodi Grand Prix 1983
Dansk Melodi Grand Prix 1983 var en konkurrence arrangeret af DR, med det formål at finde en sang, der skulle deltage for Danmark i Eurovision Song Contest 1983. Det var den 15. udgave af Dansk Melodi Grand Prix, og det blev afviklet den 5. marts 1983 i TV-Byen i Søborg med Jørgen de Mylius som vært for sjette gang i træk. Allan Botschinsky var kapelmester for femte og sidste gang.
Ti melodier konkurrerede om at repræsentere Danmark ved den internationale finale i München i Vesttyskland den 23. april 1983.
Vinderen af konkurrencen blev Kloden drejer med Gry, der scorede topkarakter fra alle de fem juryer, mens Snapshots Gi'r du et knus blev en lige så sikker toer med næsthøjeste karakter fra alle juryerne.

## Afstemning

### Juryer
Blandt publikum i studiet sad fem juryer, der repræsenterede hvert sit geografiske område, og hver jury bestod af ni medlemmer. Jurymedlemmerne tildelte løbende sangene stemmer på en skala fra 1 til 6 under udsendelsen. De havde på forhånd hørt bidragene to gange, men deres point blev først afgivet, efter at de havde set kunstnernes sceneshow. Efter at alle 10 sange havde været fremført på scenen blev juryens stemmer omregnet til point, således at hver jury tildelte hhv. 12, 10, 8, 7, 6, 5, 4, 3, 2 og 1 point i rækkefølge til de sange, der havde fået flest jurystemmer.
Hver jury var ledet af en DR-medarbejder, der stod for at afgive juryens point.
| Jury | Geografisk område                | Formand        |
| ---- | -------------------------------- | -------------- |
| A    | Vestjylland                      | Palle Hansen   |
| B    | Østjylland                       | Lis Aagaard    |
| C    | Fyn, Lolland-Falster og Bornholm | Janne Clement  |
| D    | Sjælland (på nær Storkøbenhavn)  | Lene ?         |
| E    | Storkøbenhavn                    | Henning Larsen |

Et kort over jurymedlemmernes bopæl blev vist i løbet af udsendelsen.
| Jury A. Jury B. Jury C. Jury D. Jury E. |

### Resultat
| Nr. | Sang                      | Kunstner(e)                          | Sangskriver(e)                                        | 0A | 0B | 0C | 0D | 0E | Point | Plac. |
| --- | ------------------------- | ------------------------------------ | ----------------------------------------------------- | -- | -- | -- | -- | -- | ----- | ----- |
| 1   | Mennesker mødes           | Plateau                              | Søren Launbjerg                                       | 7  | 6  | 8  | 8  | 7  | 36    | 4     |
| 2   | Stjernerne er drevet bort | John Hatting                         | John Hatting, Ivar Lind Greiner                       | 5  | 7  | 4  | 8  | 6  | 30    | 5     |
| 3   | Gi'r du et knus           | Snapshot                             | Niels Drevsholt                                       | 10 | 10 | 10 | 10 | 10 | 50    | 2     |
| 4   | Fred                      | Vivian & Los Valentinos              | Vivian Johansen                                       | 3  | 4  | 5  | 3  | 4  | 19    | 8     |
| 5   | Hen over engen            | Merete                               | Merete Ruud Hansen                                    | 8  | 4  | 6  | 3  | 2  | 23    | 6     |
| 6   | Sesam, luk dig op         | Käte & Per                           | Per Damgaard, Fini Jaworski                           | 6  | 8  | 8  | 5  | 10 | 37    | 3     |
| 7   | Og livet går              | Kirsten Siggaard & Sir Henry         | Søren Bundgaard, Leif Pedersen, Keld Heick            | 5  | 5  | 3  | 4  | 5  | 22    | 7     |
| 8   | Hvor går livet hen        | Joy (Birgit Lystager & Poul Freiber) | Poul Freiber, Annette Friis                           | 1  | 1  | 1  | 1  | 1  | 5     | 10    |
| 9   | Kloden drejer             | Gry                                  | Lars Christensen, Flemming Gernyx, Christian Jacobsen | 12 | 12 | 12 | 12 | 12 | 60    | 1     |
| 10  | Aldrig igen               | Roberto                              | Roberto Johansson, Søren Jacobsen                     | 2  | 2  | 2  | 8  | 3  | 17    | 9     |

## Tilbagevendende deltagere
| Deltager     | Årstal                        |
| ------------ | ----------------------------- |
| John Hatting | 1982 (som del af Brixx)       |
| Vivian       | 1964 (sammen med Berit), 1980 |
| Käte & Per   | 1982                          |
| Gry          | 1980 (backing for Tommy P.)   |